# Großsteingräber bei Dahlem
Die Großsteingräber bei Dahlem waren zwei Grabanlagen der jungsteinzeitlichen Trichterbecherkultur nahe der Gemeinde Dahlem im Landkreis Lüneburg, Niedersachsen, von denen heute nur noch eines existiert. Es trägt die Sprockhoff-Nummer 712.

## Lage
Das erhaltene Grab 1 befindet sich etwa 550 m nordöstlich der Ortsmitte von Dahlem, nur wenige Meter westlich der Landstraße in Richtung des Ortsteils Harmstorf. In der Nähe lagen die acht Großsteingräber bei Harmstorf, die heute allerdings restlos zerstört sind.

## Beschreibung

### Das erhaltene Grab 1
Die Anlage besitzt eine recht große nordwest-südöstlich orientierte Grabkammer, die zum großen Teil noch tief im Erdreich verborgen ist. Gut sichtbar sind noch fünf Decksteine: zwei im Südosten und drei im Nordwesten. Zwischen diesen beiden Gruppen klafft eine Lücke. Dort dürfte sich ursprünglich ein weiterer Deckstein befunden haben. Lediglich vier Wandsteine ragen knapp aus der Erde empor: Der Abschlussstein der südöstlichen Schmalseite, der anschließende Wandstein der nordöstlichen Langseite und die beiden anschließenden Wandsteine der südwestlichen Langseite. Bei zahlreichen anderen, umherliegenden Steinen dürfte es sich nicht um Bestandteile des Grabes handeln, sondern um Lesesteine aus dem angrenzenden Feld.

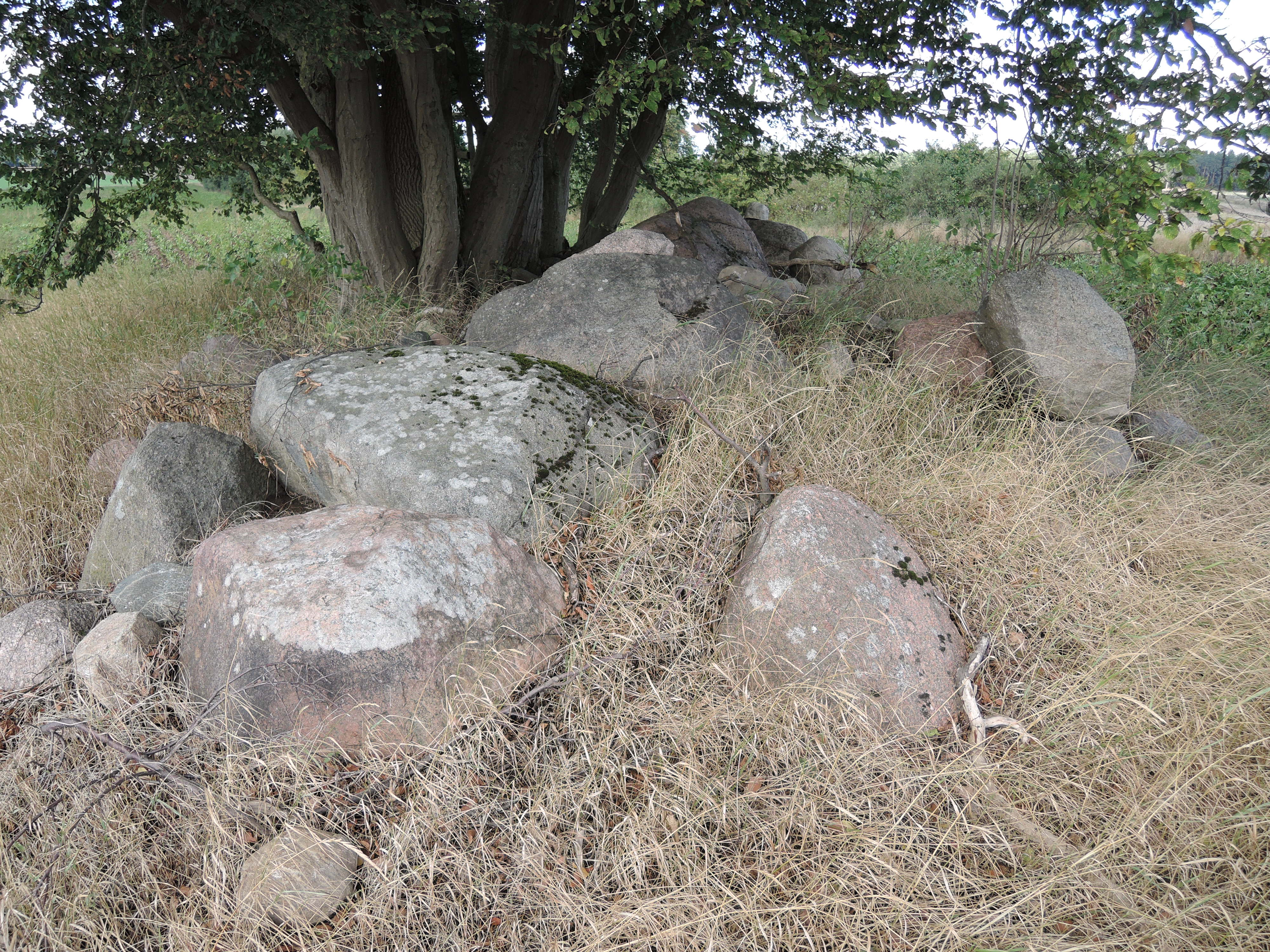
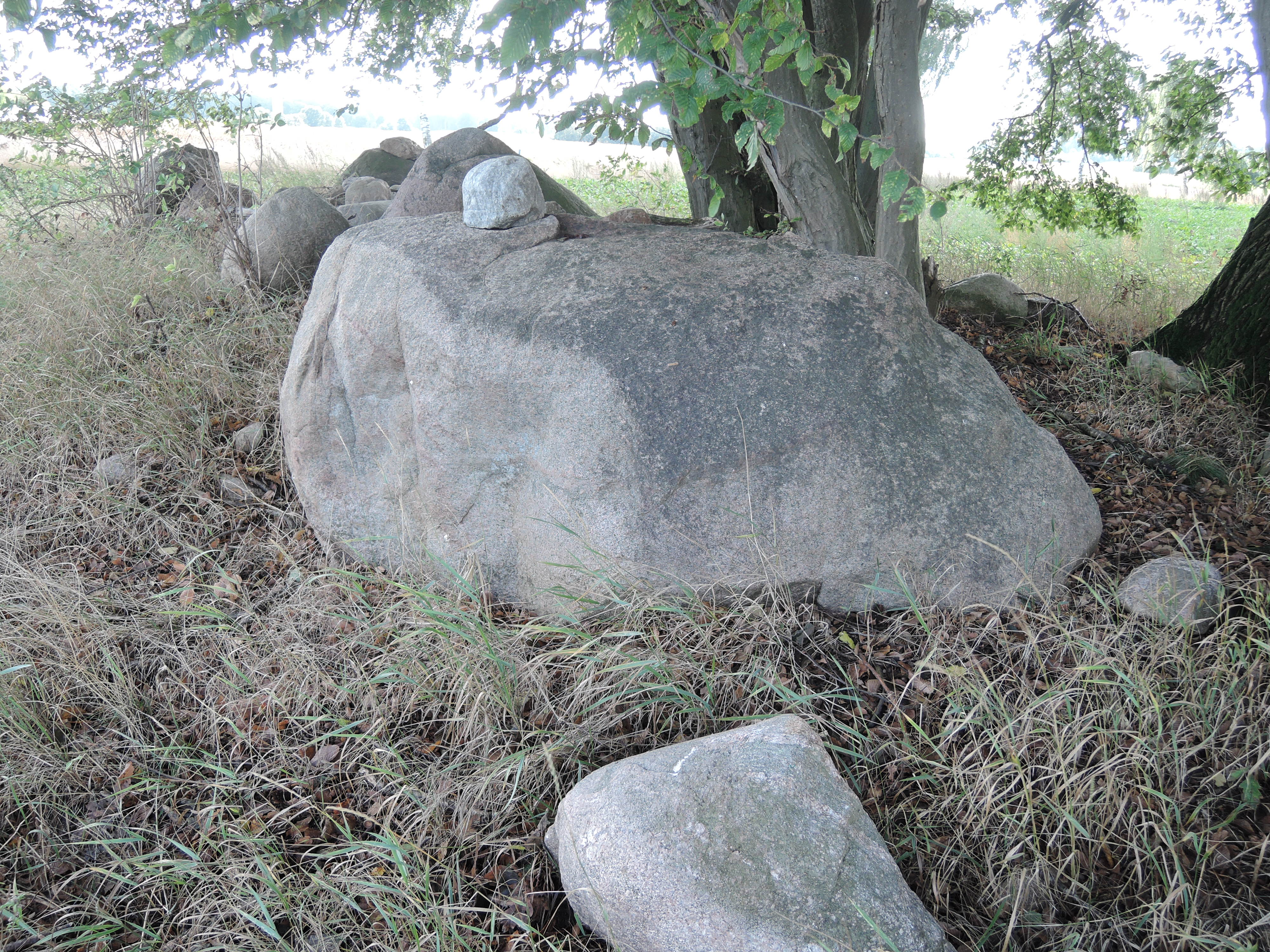
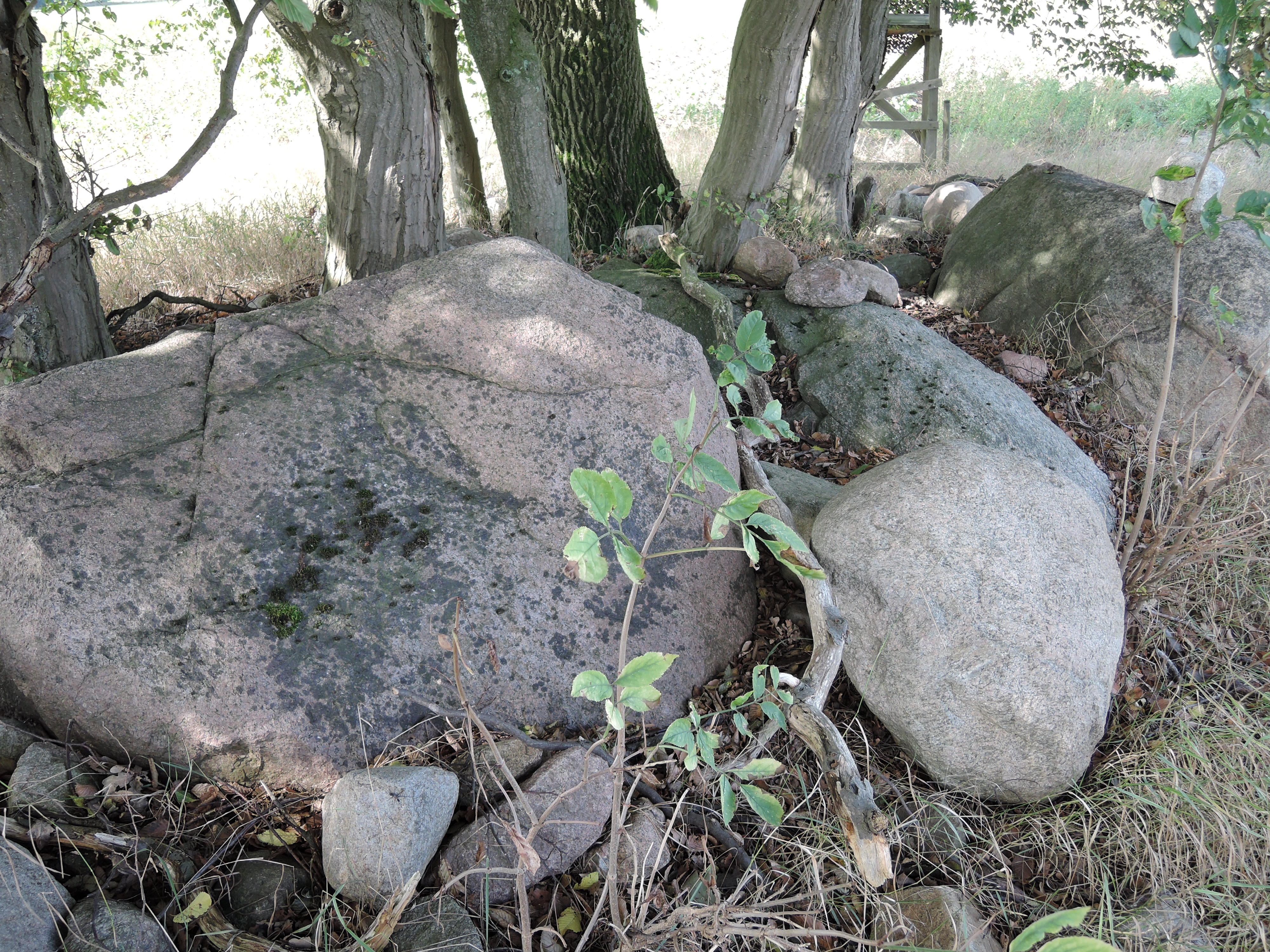
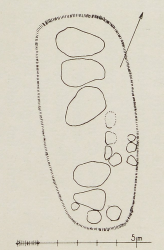
Grundriss nach Krüger

### Das zerstörte Grab 2
Über das zerstörte Grab liegen nur spärliche Angaben vor. Es besaß mehrere Decksteine, von denen der größte eine Länge von 8 Fuß (ca. 2,3 m), eine Breite von 5 Fuß (ca. 1,5 m) und eine Dicke von 3 Fuß (ca. 0,9 m) hatte. Der kleinste war 5 Fuß (ca. 1,5 m) lang, 3 Fuß (ca. 0,9 m) breit und 2 Fuß (ca. 0,6 m) hoch.